# خورشیدگرفتگی ۷ اوت ۱۸۶۹
خورشیدگرفتگی ۷ اوت ۱۸۶۹ (به انگلیسی: Solar eclipse of 7 August 1869) یک خورشیدگرفتگی از نوع خورشیدگرفتگی کامل بود. این خورشیدگرفتگی در تاریخ ۷ اوت ۱۸۶۹ روی داد که زمان اوج آن، ساعت ۲۲:۰۱:۰۵ به‌وقت ساعت هماهنگ جهانی بوده‌است. مدت‌زمان و طول این خورشیدگرفتگی ۰۳ دقیقه و ۴۸ ثانیه بود.